# Fulgencije Oraić
Fulgencije Oraić OCSO (* 28. Oktober 1904 in Gredice, Klanjec, Königreich Kroatien und Slawonien, Österreich-Ungarn als Mirko Oraić; † 27. Mai 1977 im Kloštar Ivanić, Jugoslawien) war ein jugoslawischer Trappist und 4. und letzte Abt der Trappistenabtei Marija Zvijezda.

## Lebenslauf
Mirko Oraić wurde in Gredice in Zagorje geboren und kam 1919 an die Oblatenschule der Trappistenabtei Mariastern in Bosnien. 1923 wurde er unter Abt Bonaventura Diamant als Chornovize mit dem Ordensnamen M. Fulgentius eingekleidet. Das Humanistische Gymnasium und die theologischen Studien absolvierte er in der Theologischen Hauslehranstalt seiner Abtei und wurde am 30. Juli 1933 zum Priester geweiht. Er war Kantor, Novizenmeister und gab Exerzitien für den Diözesanklerus des Bistums Banja Luka. Schließlich ernannte ihn Abt Bonaventura zum Prior. Nach der Vertreibung des Abtes 1944 war er Superior.
Der Großteil des Konvents hatte sich in den Kriegswirren zerstreut und sammelte sich nach dem Krieg zunächst in Maria Veen und schließlich in der oberösterreichischen Abtei Engelszell, manche auch im Mutterkloster Mariawald. In Mariastern blieben nur etwa 50 Chormönche und Konversen zurück. Sie versuchten trotz des großen Drucks vonseiten des jugoslawischen Regimes, das Klosterleben fortzuführen.
Trotz der Proteste der Bevölkerung wurde das Eigentum des Klosters von der jugoslawischen Regierung enteignet. Pater Fulgentius wurde Anfang 1946 vorübergehend gefangen genommen, konnte im März zum Generalkapitel ausreisen, saß aber schließlich in Triest fest, da ihm für die Durchreise durch Italien das Visum fehlte. In der Zwischenzeit hatten die Schikanen des jugoslawischen Regimes gegen das Kloster ihren Höhepunkt erreicht und Pater Fulgentius war gezwungen, von Triest nach Maria Veen auszureisen.
Erst 1963 konnte er nach Mariastern zurückkehren und wurde am 27. Oktober 1964 zum 4. Abt des Klosters Mariastern gewählt und von Bischof Alfred Pichler benediziert. An seiner Benediktion am Allerheiligentag 1964 nahm auch eine serbisch orthodoxe Delegation teil.
Während des 100-Jahrjubiläums der Abtei erschütterte Ende Oktober 1969 ein schweres Erdbeben den Nordwesten Bosniens. Auch die Klosterkirche und das Konventgebäude fielen ihm zum Opfer. Der Großteil der Mönche wich ins Franziskanerkloster von Kloštar Ivanić (heute ein Karmelitinnenkloster) östlich von Zagreb aus. Am 2. Mai 1970 errichtete die Religiosenkongregation die „Abtei Mariastern (Marija Zvijezda) in Kloštar Ivanić“, womit der in Bosnien verbliebene Rest der Mönche, angeführt von Pater Anton Artner sich nicht abfinden wollte. Dieser hatte in der Zwischenzeit mit viel Engagement bei den kommunistischen Behörden die Bewilligung zum Wiederaufbau der Klosterkirche durchgesetzt und konnte diesen mit der Unterstützung der Mönche von Engelszell und Mariawald – besonders durch Abt Otto Aßfalg, der selbst ursprünglich Mönch von Mariastern gewesen war – 1975 erfolgreich abschließen. Den neuen Hauptaltar hatte Pater Klaus Jansen aus Mariawald entworfen.
Fulgencije Oraić starb am 27. Mai 1977 in Kloštar Ivanić und wurde auf dem Klosterfriedhof von Mariastern beigesetzt. Der Rest der Mönche kehrte unmittelbar darauf aus Kroatien in das bosnische Mutterkloster zurück.